# Rambo II
Rambo II (titlu original: Rambo: First Blood Part II sau First Blood II) este un film american din 1985 regizat de George P. Cosmatos. Rolurile principale au fost interpretate de actorii Sylvester Stallone ca veteranul de război John Rambo și Richard Crenna ca Samuel Trautman. A câștiat mai multe premii Zmeura de Aur și a fost nominalizat la Premiul Oscar pentru cea mai bună editare sonoră. Este al doilea film din seria Rambo după First Blood - Rambo I.

## Distribuție
- Sylvester Stallone as John J. Rambo
- Richard Crenna as Col. Samuel Trautman
- Charles Napier as Marshall Murdock
- Steven Berkoff as Lt. Col. Podovsky
- Julia Nickson as Co-Bao
- Martin Kove as Ericson
- George Cheung as Lt. Tay
- Andy Wood as Banks
- William Ghent as Capt. Vinh (POW camp commander)
- Voyo Goric as Sgt. Yushin
- Dana Lee as Capt. Kinh
- Baoan Coleman as Gunboat captain

## Producție
Filmările au avut loc în perioada iunie-august 1984. Cheltuielile de producție s-au ridicat la 22,5 milioane $.

## Coloană sonoră
1. Main Title (2:12)
2. Preparations (1:16)
3. The Jump (3:18)
4. The Snake (1:48)
5. Stories (3:26)
6. The Cage (3:55)
7. Betrayed (4:22)
8. Escape from Torture (3:39)
9. Ambush (2:45)
10. Revenge (6:14)
11. Bowed Down (1:04)
12. Pilot Over (1:52)
13. Home Flight (3:01)
14. Day by Day (2:06)
15. Peace in Our Life - muzică de Frank Stallone, Peter Schless și Jerry Goldsmith; versuri de Frank Stallone; interpret Frank Stallone (3:18)

## Primire
| Premiu        | Categorie                | Subiect                              | Rezultat     |
| ------------- | ------------------------ | ------------------------------------ | ------------ |
| Academy Award | Best Sound Editing       | Frederick Brown                      | Nominalizare |
| Razzie Award  | Worst Picture            | Buzz Feitshans                       | Câștigat     |
| Razzie Award  | Worst Actor              | Sylvester Stallone                   | Câștigat     |
| Razzie Award  | Worst Screenplay         | Sylvester Stallone                   | Câștigat     |
| Razzie Award  | Worst Screenplay         | James Cameron                        | Câștigat     |
| Razzie Award  | Worst Original Song      | Frank Stallone ("Peace in Our Life") | Câștigat     |
| Razzie Award  | Worst Supporting Actress | Julia Nickson                        | Nominalizare |
| Razzie Award  | Worst New Star           | Julia Nickson                        | Nominalizare |
| Razzie Award  | Worst Director           | George Cosmatos                      | Nominalizare |